# Martin Richter (Geschichtsmethodiker)
Martin Richter (* 12. Oktober 1930 in Penig) ist ein deutscher Geschichtsmethodiker.

## Leben
Martin Richter erlernte nach dem Besuch der Volks- und Mittelschule (1937–1947) den Beruf als Papiermacher. Von 1950 bis 1957 studierte er an der Universität Leipzig und erwarb das Staatsexamen als Fachlehrer für die Oberstufe im Fach Geschichte, danach war er von 1957 bis 1958 Geschichtslehrer an der Mittelschule in Langenleuba-Oberhain im Bezirk Leipzig. 1958 begann seine Tätigkeit als wissenschaftlicher Assistent am Historischen Institut der Universität Greifswald, Wissenschaftsbereich Geschichtsmethodik. Neben seinen Aufgaben in der Lehre beschäftigte er sich – entsprechend dem Forschungsschwerpunkt seines Wissenschaftsbereichs – mit speziellen Problemen der audiovisuellen Kommunikation im Fach Geschichte. Er war permanent an der Aus- und Weiterbildung von Geschichtslehrern beteiligt und gehörte u. a. der Expertenkommission Geschichte des Instituts für Unterrichtsmittel der APW der DDR an. 1963 erfolgten die Promotion und 1981 die Habilitation. 1987 wurde er zum ordentlichen Professor berufen. Aus seiner Feder gingen 288 Fachveröffentlichungen (z. T. gemeinsam mit Fachkollegen) hervor. Von 1992 bis 1994 amtierte Martin Richter als Präsident des Landesheimatverbandes Mecklenburg-Vorpommern, und er war von 1994 bis 2007 verantwortlicher Redakteur der Heimathefte für Mecklenburg und Vorpommern. Seit 1995 ist er Rentner.

## Schriften
- Der Unterrichtsspielfilm als Mittel zur Erlangung dauerhafter Kenntnisse im Geschichtsunterricht. Greifswald 1963.
- Untersuchungen zur emotionalen Wirksamkeit audiovisueller Unterrichtsmittel im Geschichtsunterricht. Greifswald 1981.
- Autorenteam: Zur Arbeit mit Unterrichtsmitteln. Beiträge zum Geschichtsunterricht. Berlin 1984.
- Autorenteam: Unterrichtshilfen Geschichte Klasse 9. Berlin 1988.
- Autorenteam (Ltg. M. Richter): Rahmenrichtlinien Geschichte. Hauptschule/Realschule/Gymnasium. Schwerin 1991
- A. Krause, M. Richter: Dokumente erzählen vom Werden Mecklenburg-Vorpommerns. Schwerin 1993.
- A. Krause, M. Richter: Drehbuch zum T-F 827 Der militärische Verlauf des ersten Weltkrieges. Berlin 1964.
- A. Krause, M. Richter: Drehbuch zum T-F 892 Das Nationalkomitee „Freies Deutschland“. Berlin 1972.
- A. Krause, M. Richter: Heimatgeschichte und Geschichtsunterricht. Aktuelle Fragen und Probleme. In: Heimatgeschichte und Geschichtsunterricht. (= Wissenschaftliche Beiträge der Ernst-Moritz-Arndt-Universität Greifswald). Greifswald 1989, S. 5–17.
- A. Krause, M. Richter: Historische Methode und Geschichtsmethodik – Überlegungen zum Verhältnis von Fach und Methodik. In: 125 Jahre Historisches Seminar / Sektion Geschichtswissenschaft. (= Wissenschaftliche Beiträge der Ernst-Moritz-Arndt-Universität Greifswald). 1990, S. 146–155.
- A. Krause, M. Richter: Zum Wesen und zur Wirkung historischer Dokumentarfilme. In: Unterrichtsmittel-Information. Band 25, Nr. 1/2, Berlin 1990, S. 52–62.
- M. Richter: Greif und Michelenburg vor rundem Jubiläum? In: Pommern-Kunst-Geschichte-Volkstum. Band 1, Kiel 1994, S. 1–4.
- M. Richter: Heimatzeitschriften im Unterricht und in der politischen Bildungsarbeit. In: Heimatzeitschriften in Deutschland. Bd. 2, Bonn 1994, S. 36–50.